# Banco Popular (España)

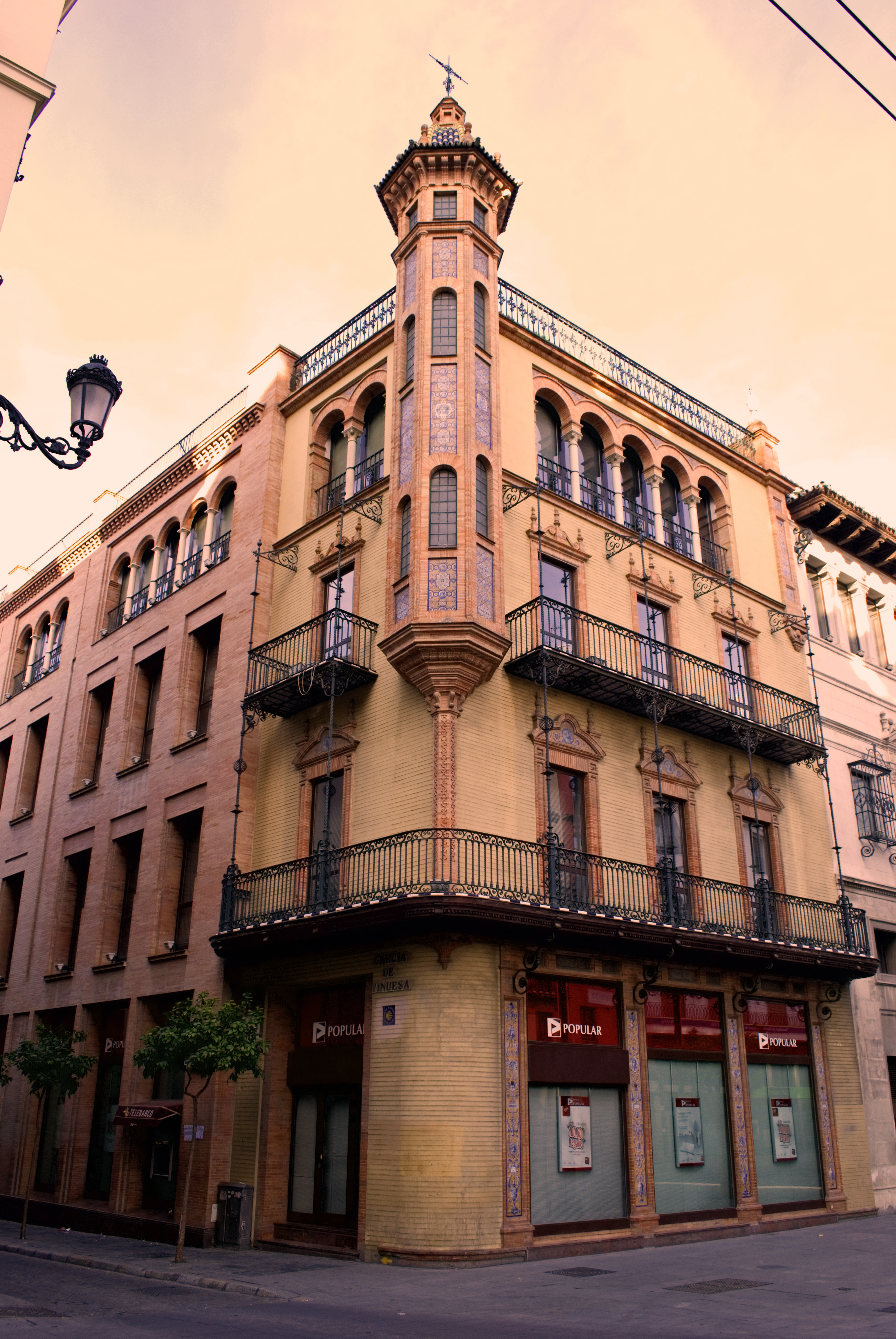
Sede principal del Banco Popular en Sevilla, edificio levantado en la actual Avenida de la Constitución, por el arquitecto Aníbal González, en 1915.

El Banco Popular Español, S. A. (BPE), más conocido como Banco Popular o simplemente Popular, fue un banco español fundado en 1926 y vendido por la cantidad simbólica de un euro al Banco Santander en junio de 2017 afectando a miles de accionistas por la quiebra, y siendo absorbido por este en septiembre de 2018. Tenía su sede en la ciudad de Madrid.
Fue la entidad que lideraba el negocio de las pymes españolas, donde copaba un 18% de cuota de mercado en 2017.
A 31 de diciembre de 2017, los activos de Banco Popular eran de 113.137 millones de euros, siendo la sexta entidad financiera española por volumen de activos. Esa misma fecha, contaba con 1.416 oficinas y 9.066 empleados. A 31 de diciembre de 2016, tenía 4,6 millones de clientes.
Cotizó en la Bolsa de Madrid (POP) y formó parte del IBEX 35 hasta el 7 de junio de 2017, cuando la CNMV suspendió cautelarmente su cotización, afectando a más de 300.000 accionistas minoritarios y fue vendido por el FROB al Banco Santander por el valor simbólico de 1 euro, siendo el primer banco intervenido con el MUR por las autoridades europeas.
El 28 de septiembre de 2018, se completó la absorción de Banco Popular por Banco Santander y desapareció como entidad jurídica. Los días 13 y 14 de julio de 2019, se completó la integración de toda la red de Banco Popular. Esto supuso el fin definitivo de la marca Popular desde el punto de vista comercial.

## Historia
En 1926, el ingeniero de minas y político del Partido Conservador Emilio González-Llana Fagoaga fundó el Banco Popular de los Previsores del Porvenir, con un capital fundacional de diez millones de pesetas. Su objetivo, "proporcionar a cuantos utilicen sus servicios las mayores facilidades en toda clase de asuntos económicos y bancarios", realizando "todas las operaciones que, como peculiares de las compañías de crédito, se determinan en el Código de Comercio vigente". El 15 de junio de ese año, se ofreció al público suscribir acciones de fundador del banco, una vez lo hubieron hecho el rey Alfonso XIII y su familia. La sede social del banco se inauguró el 14 de octubre, en presencia del rey y del Gobierno.
Durante los años cuarenta, el Banco Popular trató de abrirse paso en Cataluña mediante la adquisición de la Banca Arnús, pero finalmente ésta acabó en manos del Banco Central de Ignacio Villalonga. A su vez, en 1944 el Grupo Millet liderado por el industrial catalán Fèlix Millet i Maristany tomó el control del Banco Popular.
Félix Millet, de profundas convicciones religiosas, tuvo como mano derecha al supernumerario del Opus Dei Juan Manuel Fanjul Sedeño, a través de quien miembros del Opus Dei empezaron a acceder a posiciones de poder dentro del banco.
En 1947, el presidente cambió la denominación del banco a Banco Popular Español (BPE).
La legislación promulgada en noviembre de 1962 introdujo la especialización bancaria con separación de funciones entre la banca comercial y la industrial. Al amparo de ella, el Popular promovió la creación de un Banco industrial que, con la denominación de Banco Europeo de Negocios, Eurobanco, fue autorizado en noviembre de 1963 y comenzó sus operaciones meses después, en 1964.
En 1966, se creó Iberleasing porque era la única forma de que el Popular estuviera presente en el mercado del arrendamiento financiero. Desaparecida la limitación legal que impedía que el Banco abordara directamente esta actividad, dejó de tener sentido la existencia de una sociedad diferenciada e Iberleasing fue absorbida por el Popular.
En 1968, BPE abre una oficina representativa en París.
A partir de 1976 inició una fuerte expansión por todo el territorio nacional, duplicando en cuatro años el número de sucursales. El fuerte crecimiento de la red se prolongó hasta 1985.
En 1988, el Banco Popular crea con el grupo asegurador alemán Allianz, al 50 por ciento, las sociedades Europensiones, Eurovida y Euroconsulting. La primera dedicada a la gestión de fondos de pensiones, la segunda a los seguros de vida y la tercera al asesoramiento en materia de planes de pensiones y sistemas alternativos de previsión.
En 1989, se suscriben acuerdos de colaboración con el banco alemán Hypo-Bank y con el neerlandés Rabobank para la prestación de servicios bancarios por cada uno de estos bancos a los clientes del Banco Popular y de este a los clientes de aquellos, utilizando las redes de sucursales existentes.
En 1992, el Banco Popular convierte su subsidiaria en Francia en una joint venture con el Banco Comercial Portugués bajo el nombre Banco Popular Comercial y establece una red de sucursales en Portugal.
En julio de 1993, Popular y Rabobank firman el acuerdo de creación de un nuevo banco, participando a partes iguales en su capital. En los últimos días del año, las autoridades españolas aprueban su creación con el nombre de Popular Rabobank.
En 1997, crea una plataforma de Banca Telefónica y pone en marcha la Banca por Internet, con el objeto de proveer de estos servicios a los clientes de los Bancos del Grupo. 
A mediados de 2000, abre sus "puertas" virtuales Bancopopular-e, el banco del Grupo dirigido a aquellas personas que desean operar exclusivamente por Internet.
En 2003, el Banco Popular adquiere el portugués Banco Nacional de Crédito (BNC), origen de Banco Popular Portugal. 
En 2007, el Banco Popular compra TotalBank, un pequeño banco del sur de Florida por 300 millones de dólares. El banco contaba con 250 empleados y 14 oficinas en Miami.
El 30 de abril de 2008, se acuerda la venta del Banco Popular France (filial del Grupo Banco Popular en Francia) a Crédit Mutuel–CIC por un importe de 85 millones de euros. Además, el 25 de septiembre de 2008 el consejo de administración tomó la decisión de absorber a cuatro de sus filiales regionales: Banco de Castilla, Banco de Crédito Balear, Banco de Galicia y Banco de Vasconia. Quedó fuera de la operación el Banco de Andalucía. La desaparición de estas cuatro entidades financieras se realizó sin liquidación y mediante la transmisión en bloque de sus patrimonios a Banco Popular, aunque se conservaron sus marcas comerciales.
El 19 de mayo de 2009, el banco decidió absorber su última filial, el Banco de Andalucía.
El 28 de junio de 2010, anuncia un acuerdo de alianza estratégica a largo plazo con la entidad francesa Crédit Mutuel-CIC para prestar servicios conjuntos a través de una nueva plataforma bancaria que operaría en España, Portugal, Francia y Alemania. De esta manera, surgió Targobank.
El 7 de octubre de 2011, se anuncia una opa amistosa por parte del Banco Popular sobre el Banco Pastor. La marca Banco Pastor sería mantenida en Galicia.
El 15 de febrero de 2012, después de la culminación del proceso de aceptación de la opa, Banco Popular se hizo con el 96,44% del capital de Banco Pastor. El resto de accionistas tendría que venderle sus acciones antes del 7 de marzo.
El 28 de junio de 2012, se produjo la inscripción en el Registro Mercantil de Madrid de la escritura pública de la fusión por absorción de Banco Pastor por Banco Popular.

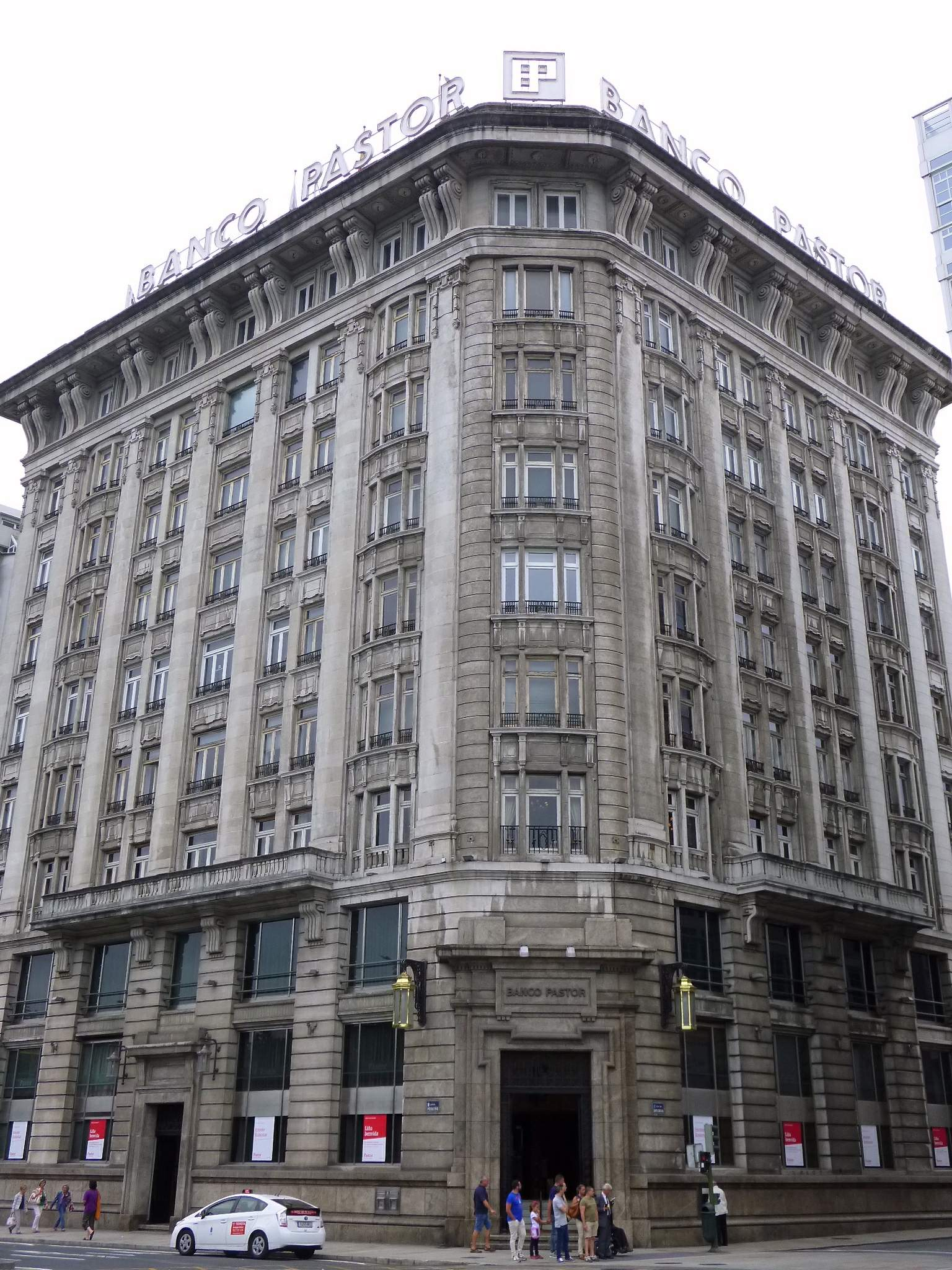
Sede del Banco Pastor, filial del Banco Popular, en La Coruña, Galicia.

En noviembre de 2012, culmina una operación de ampliación de capital por 2500 millones de euros.
En noviembre de 2013, Värde Partners se hace, junto al fondo Kennedy Wilson, con la división inmobiliaria del Banco Popular, por un monto de 800 millones de euros.
En diciembre de 2013, anuncia una alianza estratégica con la mexicana Bx+ por la que esta compra un 24,9% de su capital.
En enero de 2014, adquiere la participación del 40% que la institución financiera franco-belga Dexia poseía en Popular Banca Privada.
El 21 de septiembre de 2014, cierra la compra del negocio minorista y de tarjetas de Citibank en España. La operación se realiza a través de Bancopopular-e, previendo que esta entidad se hiciera cargo de 1,2 millones de clientes y unos activos de 2900 millones de euros.
El 30 de septiembre de 2014, cierra la venta al fondo de inversión estadounidense Värde Partners de un 51% de su participación en Bancopopular-e, que englobaba el negocio de tarjetas de Banco Popular, por 510 millones de euros.
En noviembre de 2014, se cierra la venta de su negocio de depositaría y custodia de fondos de inversión, planes de pensiones, SICAVs y EPSVs a BNP Paribas Securities Services España por un precio estimado de 50 millones de euros.
El 5 de diciembre de 2015, se produce el cierre de las sucursales adquiridas a Citibank a través de Bancopopular-e, pasando los antiguos clientes a ser clientes de banca por internet y a tener que acudir a otras sucursales del grupo.
El 26 de mayo de 2016, el banco anuncia una ampliación de capital de 2500 millones de euros.
El 30 de junio de 2016, Bancopopular-e pasa a denominarse WiZink, pasando a centrarse en el negocio de las tarjetas y los depósitos. El resto de productos pasaron a gestionarse a través de Banco Popular.
El 13 de septiembre de 2016, la entidad anuncia una reestructuración de plantilla de entre 2800 y 3000 empleados, anunciando también el cierre de 302 oficinas.
El 1 de diciembre de 2016, el consejo de administración aprobó iniciar el proceso de sucesión de Ángel Ron en la presidencia del banco y su sustitución por Emilio Saracho.
El 20 de febrero de 2017, Ángel Ron presentó oficialmente al consejo su dimisión como presidente y consejero ejecutivo. Seguidamente, tuvo lugar una Junta de Accionistas Extraordinaria en la que se nombró presidente a Emilio Saracho.
El 2 de mayo de 2017, se anunció el acuerdo por el que ABANCA adquiría el 100% de Popular Servicios Financieros, la antigua división de consumo de Banco Pastor, por 39 millones de euros. Dicha operación se cerró en septiembre del mismo año.
El 16 de mayo de 2017, Banco Popular comunicó a la CNMV que había encargado a JP Morgan y Lazard hacer un sondeo preliminar del mercado para valorar si existía interés en una compra.
El 1 de junio de 2017, la entidad comunica un acuerdo para la venta de la participación en Targobank (48,98%) a Crédit Mutuel por 65 millones de euros.
El 7 de junio de 2017, tras la resolución del banco por parte del mecanismo único europeo de resolución de entidades bancarias por considerarlo inviable, el Banco Santander compró el banco en subasta por el precio de un euro, integrándose en el Grupo Santander. Fue el primer banco intervenido por las autoridades europeas. La compra se produjo después de que la entidad, cuyas cuentas estaban muy lastradas por los activos inmobiliarios, perdiera en bolsa más del 50% de su valor en los últimos días y "sufriera un deterioro significativo en su posición de liquidez". Como parte de la ejecución del dispositivo de resolución, los accionistas del Popular perdieron el 100% de su inversión en las acciones de la entidad tras la amortización y puesta a cero de todos los títulos. Los tenedores de capital adicional de nivel 1 y de instrumentos de capital de nivel 2 (deuda híbrida y subordinada) también perdieron su inversión. Esta operación originó numerosas reclamaciones por parte de los antiguos inversores de Banco Popular, tanto minoristas como mayoristas. Ese mismo día, Banco Santander nombra presidente de Banco Popular a José Carcía Cantera en sustitución de Emilio Saracho.
El 20 de junio de 2017, se nombra presidente a Rodrigo Echenique.
El 13 de julio de 2017, Banco Santander anunció que había decidido compensar a los pequeños inversores de Banco Popular al ofrecer al 99% de los clientes y empleados de Popular que acudieron a la ampliación de capital de 2016 y que invirtieron menos de 100.000 euros la posibilidad de recuperar íntegramente su inversión en siete años. Para ello, se emitirán hasta 980 millones de euros en “bonos de fidelización” y los afectados deberán renunciar a emprender acciones legales contra el banco. Se trata de unos bonos de deuda perpetua por el montante de lo invertido que no podrían ser ejecutados en un plazo inferior a siete años, quedando a disposición del Santander a partir de esta fecha de forma unilateral la decisión de cuando serían abonados a título personal a cada cliente. Dichos bonos se consideran un producto de alto riesgo bancario.
El 8 de agosto de 2017, Banco Santander anunció la mayor operación inmobiliaria privada de la historia de España, tras el acuerdo de venta al fondo Blackstone del 51% de los activos inmobiliarios de Banco Popular por más de 5.000 millones de euros. Tras el cierre de dicha venta, Blackstone asumiría la gestión del patrimonio integrado en la nueva sociedad conjunta, de la que el Popular controlaría un 49%. El valor contable bruto de los activos era de 30 000 millones de euros. Dicha operación se cerró en marzo de 2018.
El 6 de septiembre de 2017, la administración del Santander Totta, filial en Portugal de Banco Santander, aprobó la compra del negocio portugués de Banco Popular.
El 1 de diciembre de 2017, Banco Santander anunció un acuerdo para vender la filial en Estados Unidos de Banco Popular, TotalBank, al chileno Banco de Crédito e Inversiones (BCI) por 528 millones de dólares (444 millones de euros). Dicha operación se cerró en junio de 2018.
El 27 de diciembre de 2017, Banco Santander Totta, filial portuguesa de Banco Santander, completó el proceso de adquisición y fusión de Banco Popular Portugal, filial de Banco Popular.
El 26 de marzo de 2018, Banco Santander anunció un acuerdo con Värde Partners para la venta del 49% de WiZink propiedad de Banco Popular. Además, Banco Popular recuperaría el negocio de tarjetas de crédito, que había vendido a WiZink en 2014 en España y en 2016 en Portugal.
El 24 de abril de 2018, se anunció que los consejos de administración de Banco Popular y Banco Santander habían acordado aprobar y suscribir el proyecto común de fusión por absorción de Banco Popular (sociedad absorbida) por parte de Banco Santander (sociedad absorbente). Por otro lado, los consejos de administración de Banco Popular, Banco Pastor y Popular Banca Privada acordaron aprobar y suscribir el proyecto común de fusión por absorción de Banco Pastor y Popular Banca Privada (sociedades absorbidas) por parte de Banco Popular (sociedad absorbente). En el momento en que se ejecute la citada fusión, y tras haber obtenido la preceptiva autorización del Ministerio de Economía, Banco Santander adquirirá, “por sucesión universal”, la totalidad de los derechos y obligaciones de Banco Popular, incluyendo los adquiridos de Banco Pastor y de Popular Banca Privada.
El 28 de septiembre de 2018, se completaron dichas absorciones y Banco Popular desapareció como entidad jurídica. Los días 13 y 14 de julio de 2019, se completó la integración de toda la red de Banco Popular. Esto supuso el fin definitivo de la marca Popular desde el punto de vista comercial.
El 16 de mayo de 2023, el Tribunal Supremo ratificó la multa que la Comisión Nacional del Mercado de Valores (CNMV) impuso en 2019 al Banco Popular por engañar en la retribución de sus consejeros en los informes de 2013 a 2016. El banco ocultó que dos de sus consejeros debían cobrar una pensión de 15,6 millones y 14,6 millones.

## Presidentes
- Emilio González-Llana Fagoaga (1926-1931)
- Gabriel Gancedo Rodríguez (1931-1933)
- Antonio Ferrer Jaén (1933-1939)
- Juan Martín Vicente (1936-1939) (zona nacional)
- Emilio González-Llana Fagoaga (1939-1945)
- Fèlix Millet i Maristany (1945-1956)
- Fernando Camacho Baños
- Luis Valls Taberner presidente (1972-1989) y copresidente (1989-2004)[47]
- Javier Valls Taberner (copresidente 1989-2006)[48]
- Ángel Ron Güimil (copresidente 2004-2006 y presidente 2006-2017)
- Emilio Saracho Rodríguez de Torres (20/02/2017-07/06/2017)
- José García Cantera (07/06/2017-20/06/2017)
- Rodrigo Echenique Gordillo (20/06/2017-actualidad)

## Causas judiciales
La intervención y venta de la entidad a Banco Santander originó numerosas reclamaciones por parte de los antiguos inversores de Banco Popular, tanto minoristas como mayoristas.
En cuanto a la operación de intervención y venta, en julio de 2017, la Audiencia Nacional admitió un recurso de la Organización de Consumidores y Usuarios (OCU) contra dicha operación. Asimismo, en agosto, el Tribunal de Justicia de la Unión Europea (TJUE) admitió un recurso de la OCU por la misma razón. En agosto de 2018, la Junta Única de Resolución (JUR) decidió de forma preliminar que no compensará a los accionistas y acreedores del Banco Popular afectados por la resolución de la entidad porque un informe concluyó que hubieran sufrido mayores pérdidas si se hubiese seguido un procedimiento nacional de insolvencia. La decisión final se adoptaría una vez que los afectados que así lo desearan hubieren expresado su opinión a la JUR a la vista del informe y la decisión preliminar.
En cuanto a la gestión de la entidad, en octubre de 2017, el juez de la Audiencia Nacional Fernando Andreu admitió, tras la petición de la Fiscalía Anticorrupción, las tres primeras querellas por la ampliación de capital de 2016, dirigidas contra la propia entidad financiera, los expresidentes Ángel Ron y Emilio Saracho y miembros de su Consejo de Administración. En la causa se investigarán, entre otros, delitos de falsedades societarias y administración desleal, contra el mercado, falsedades documentales y apropiación indebida. También admitió una querella contra la auditoría PwC, que dio validez a las cuentas de la entidad.